# Grand panetier de Normandie
Le panetier de Normandie était un haut dignitaire du duché de Normandie pendant la période ducale. Son office était de servir le duc aux grandes cérémonies. Dans une charte des années 1170, Henri II d'Angleterre concède cet office à Ouen de Malpalu, à savoir faire le service du duc, mais également avoir la garde des poids dans le ressort de la ville de Rouen et de sa banlieue. Jusqu'en 1256, le panetier de Rouen (ou panetier du duc de Normandie) touchait diverses taxes sur les boulangeries, les pains et leur acheminement. Le maire de Rouen et les habitants obtiennent de saint Louis le transfert de ces taxes au profit de la ville, en échange d'une rente annuelle de vingt livres tournois payable par moitié à la Saint-Michel et à Noël en faveur du panetier Laurent le Chambellan.
À la différence d'autres offices du duché de Normandie, l'office paraît avoir été héréditaire dès l'époque ducale, puis, par la suite purement honorifique, mais à une époque qui reste à déterminer. La possession de cet office était en outre attachée, depuis le XIIIe siècle au moins, à la transmission de la terre et seigneurie de Gouy (Seine-Maritime).

## Liste des Grands panetiers de Normandie
- vers 1170 : Ouen de Malpalu

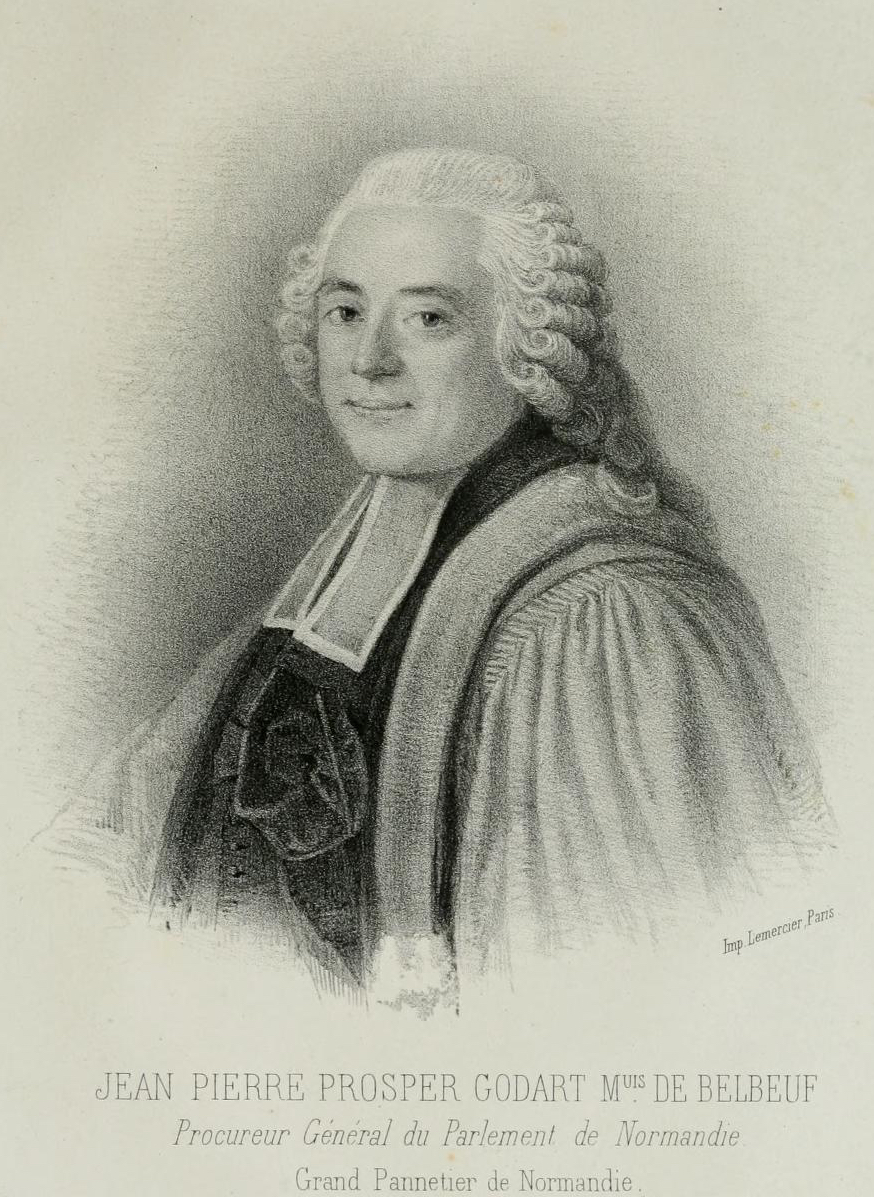
Jean Pierre Prosper Godart,
dernier Grand panetier de Normandie

- vers 1253-1304 : Laurent le Chambellan (+1304), chevalier, seigneur de Gouy[3], sans postérité
- 1304-apr. 1316 : Pierre Ier de Poissy, seigneur du Pont-Saint-Pierre, et de Gouy, héritier du précédent
- apr. 1316-apr. 1325 : Jean Ier de Poissy, seigneur de Gouy et du Pont-Saint-Pierre, fils du précédent
- av. 1333 : Pierre II de Poissy, chevalier, seigneur de Gouy
- vers 1408 : Louis de Poissy, seigneur de Gouy
- ....-1810 : Jean Pierre Prosper Godart, marquis de Belbeuf (v. 1725-1810),

## Sources et Bibliographie
- Antoine-Louis-Pierre-Joseph Godart, marquis de Belbeuf, Histoire des grands panetiers de Normandie et du franc fief de la grande paneterie, Paris, Jean Baptiste Dumoulin, 1856, 172 p. (lire en ligne)